# نيسان تينا
نيسان تينا هي سيارة من إنتاج شركة نيسان موتورز.